# 주자네 폰 보르조디

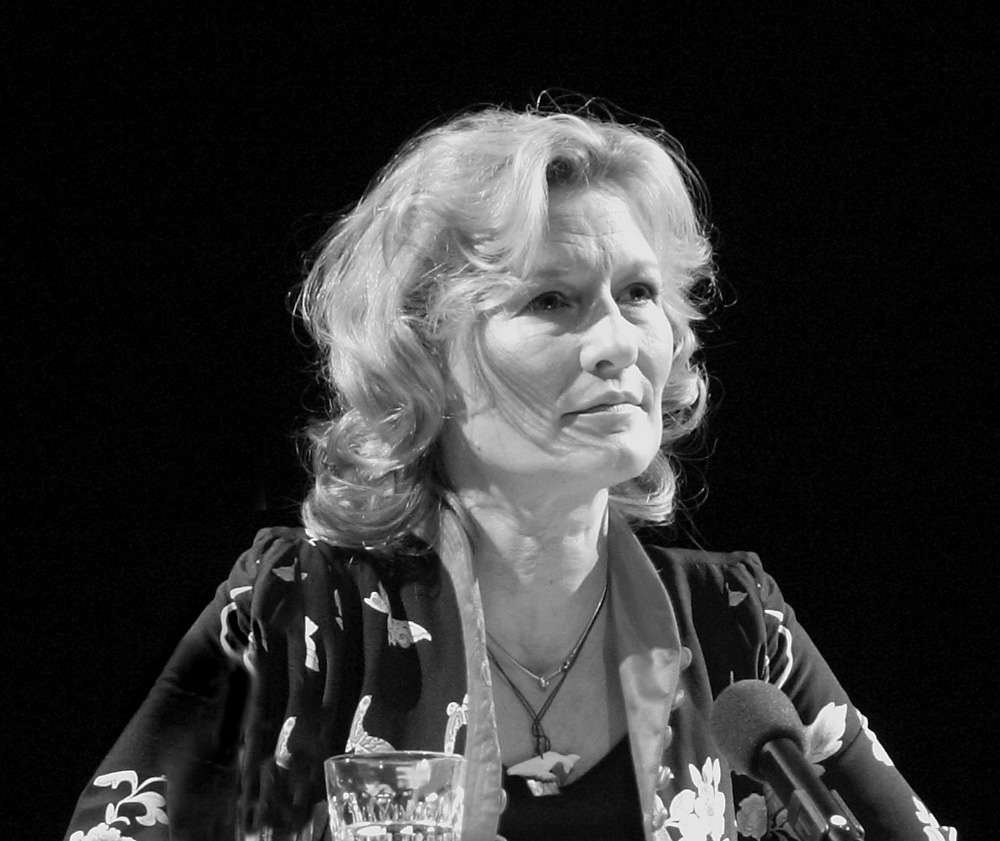
2006년 쾰른 문학제에 참석한 폰 보르조디

주자네 폰 보르조디(독일어: Suzanne von Borsody, 독일어 발음: [zu.ˈza.nə fɔn ˈbɔʁ.zo.diː] ( 듣기), 1957년 9월 23일~)는 독일의 배우, 성우이다.

## 개인사
아버지인 한스 폰 보르조디, 어머니인 로제마리 펜델 또한 배우로 활동했다.

## 출연 작품

### 영화
- 더 파이널 저니 (2017년)
- 매너트로이 (2014년)
- 하니 앤 난니 3 (2013년)
- 아르네의 유산 (2013년)
- 하나스 레이즈 (2013년)
- 스타팅 오버 (2007년)
- 레지스탕스 (2006년)
- 더 로스트 도터 (1997년)